# Sabina Jacobsen
Sabina Rosengren Jacobsen, née le 24 mars 1989 à Lund, est une handballeuse internationale suédoise, qui évolue au poste de demi-centre.

## Palmarès

### En club
compétitions internationales
- vainqueur de la coupe d'Europe des vainqueurs de coupe (1) : 2015 (avec le FC Midtjylland)

compétitions nationales
- vainqueur du Championnat du Danemark (1) : 2015 (avec le FC Midtjylland)
- vainqueur du Championnat de Roumanie (1) : 2018 (avec CSM Bucarest)
- vainqueur de la coupe de Roumanie (1) : 2018 (avec CSM Bucarest)
- vainqueur du Championnat de Russie (1) : 2021 (avec le CSKA Moscou)

### En équipe nationale
championnat d'Europe
- médaille d'argent au championnat d'Europe 2010
- 8e place au championnat d'Europe 2012
- médaille de bronze au championnat d'Europe 2014
- 8e place au championnat d'Europe 2016
- 6e place au championnat d'Europe 2018

Jeux olympiques
- 7e place aux Jeux olympiques de 2016

championnat du monde
- 9e place au championnat du monde 2011
- 9e place au championnat du monde 2015
- 4e place au championnat du monde 2017

autres
- 4e place du championnat d'Europe junior 2007[3]

### Distinctions individuelles
- meilleure buteuse du Championnat de Suède en 2007, 2008, 2009
- élue meilleure handballeuse de l'année en Suède en 2013
- élue meilleure joueuse en défense au championnat d'Europe 2014[4]